# Monte Calvario (Auronzo)
Monte Calvario, chiamato anche santuario di Auronzo di Cadore è un sito archeologico nel comune di Auronzo di Cadore, in Italia.
Il sito è occupato da un santuario eretto sulla sommità del Monte Calvario, la cui frequentazione accertata va dal periodo romano (I secolo a.C.-V secolo) fino all'alto medioevo. L'edificio mostra una tipologia a gradoni tipicamente centro-italica, ma che trova confronti solamente in prossimità di Roma: la sua posizione così settentrionale fa supporre la presenza di un'importante via di comunicazione per valicare le Alpi, la cosiddetta Via Claudia Augusta sul cui tracciato effettivo gli archeologi si interrogano da secoli.
Le monete romane, venetiche e noriche ritrovate (insieme alla struttura del colle ed altri reperti) inducono a ritenere che il santuario fosse adibito ad un uso prevalentemente militare. Tuttavia si è rivelato fondamentale l'apporto linguistico, per cui si è ipotizzato essere una delle prime località d'origine dell'alfabeto runico.
Gli scavi sono condotti dal 2001 dai volontari del Gruppo Archeologico Cadorino e dalla Soprintendenza per i Beni Archeologici del Veneto.